# Giorgio Basta
Giorgio Basta, graaf van Huszt (Duits: Georg von Basta) (Rocca (Roccaforzata), 30 januari 1544 – Praag, 20 november 1607) was een Italiaan van Arbëreshë (Albanese) afkomst. Ten tijde van de Lange Oorlog (1591-1606) was Basta generaal in dienst van keizer Rudolf II van het Heilige Roomse Rijk. Later werd hij gouverneur van Transsylvanië (1601-1606), alwaar hij de protestantse elite probeerde te verdrijven.

## Biografie
Basta stond bekend om zijn meedogenloze manier van oorlogvoeren. Op Basta's bevel werd zijn bondgenoot Michaël de Dappere, de voormalige heerser van Transsylvanië, Walachije en Moldavië, vermoord bij het Keresztesmező-kamp in de buurt Câmpia Turzii, wegens zijn vermeende passiviteit. Deze moord vond plaats op 9 augustus 1601, slechts enkele dagen nadat ze samen een overwinning behaalden in de Slag van Goroszló.
Gedurende zijn vrij korte periode van heerschappij over Transsylvanië probeerde Basta het protestantisme uit te roeien. Calvinistische Hongaren, Szeklers, Vlachen, Serviërs en lutherse Saksen werden volgens pauselijk beleid blootgesteld aan iedere vorm van misbruik. Zijn bestuur stond bekend om zijn bijna wetenschappelijk vorm van uitbuiting. Na vele jaren van oorlogvoering en een meedogenloos regime werd Transsylvanië door honger en plagen getroffen. De troepen van István Bocskai probeerden in 1604 de heerschappij over Transsylvanië over te nemen, maar Basta won in dat jaar tweemaal tegen hen. Hierbij kreeg hij de hulp van Albrecht von Wallenstein, die een regiment Boheemse voetknechten aanvoerde. Het Verdrag van Wenen (1606) bepaalde dat hij alsnog moest terugtreden in het voordeel István Bocskai.
Basta schreef ook verschillende militaire handleidingen, waarvan Il maestro di campo generale (Venetië, 1606) en het postume werk Il governo della cavalleria leggiera (Venetië, 1612) de bekendste zijn. Na zijn militaire carrière verhuisde hij naar Praag, alwaar hij een relatief teruggetrokken leven leidde en uiteindelijk ook stierf.

## Galerij

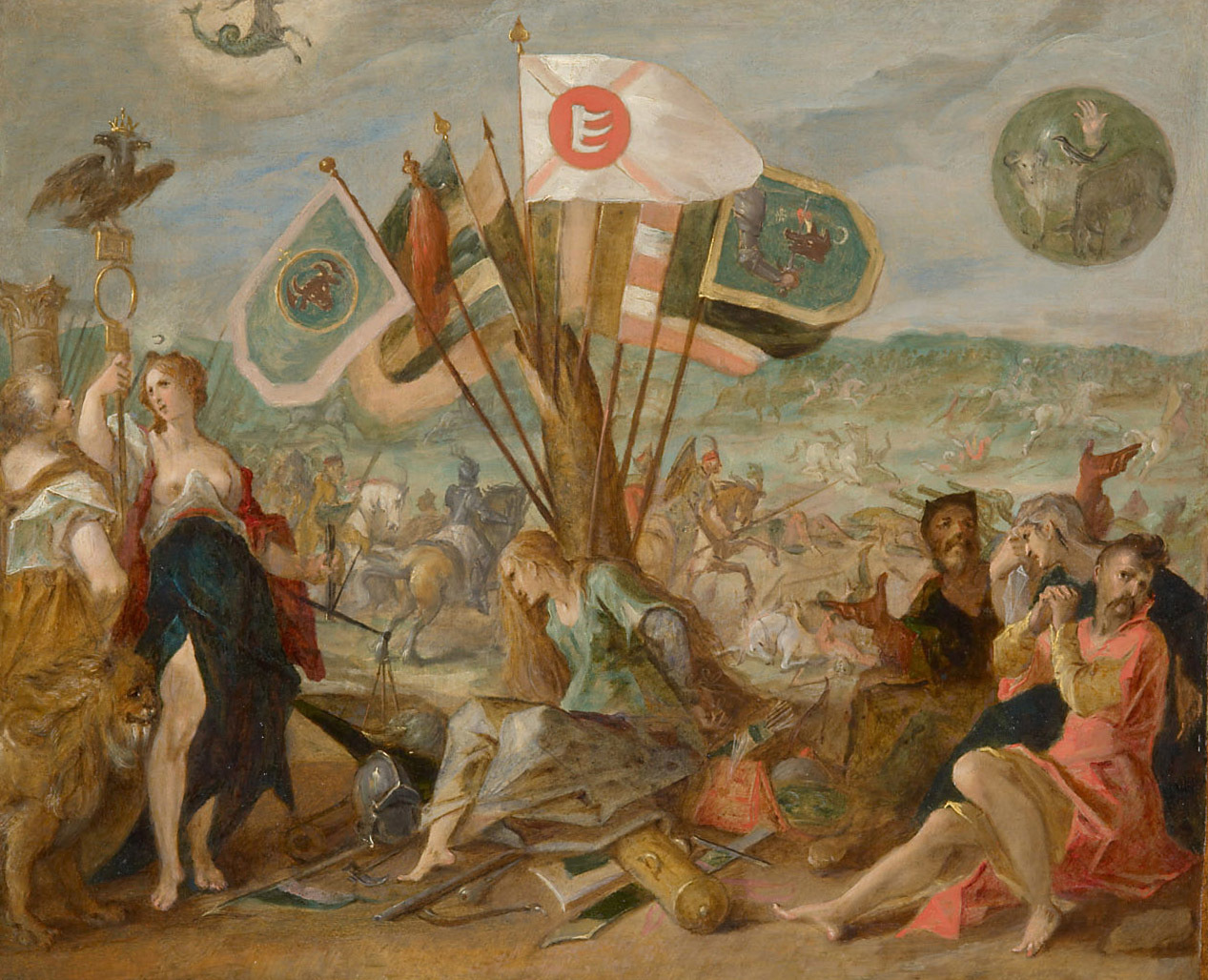
Slag van Goroszló (ca. 1603-1604), Hans von Aachen, Kunsthistorisches Museum
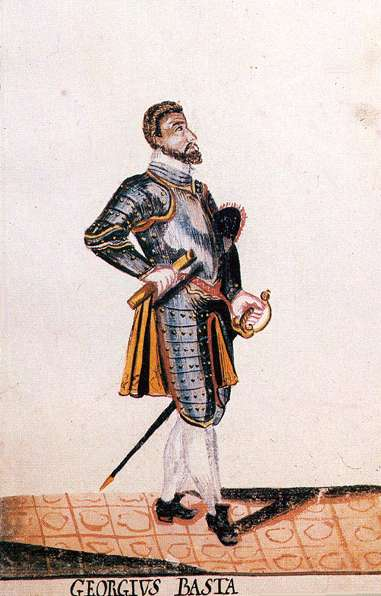
17e-eeuwse aquarel